# 秦律
秦律是在秦国和秦朝施行的法律。
因为秦重视法家，所以秦律很多条目都很苛刻，造成「天下苦秦久矣」。
有評論認為：秦實際上是以法家為主、也以陰陽家為輔。始皇推崇陰陽家的五行終始說，取昔日「秦文公出獵、獲黑龍」的典故（北方壬癸水、以玄黑為代表色），推算秦之國運主五行之水運，又因水依據《周易》的論述係八卦之六、是主陰的卦數，故此為符合水德主運，秦律的制定才相當森嚴，也是始皇表現王朝「受命於天」的策略之一。
现存的秦律文本为湖北云梦秦墓中发掘的云梦秦律。

## 内容

### 焚書令
焚書令始肇於秦廢周朝分封制、改以郡縣制、初分36郡一統國疆。直至始皇親政統治第34年（公元前213年、秦統一中國第8年），當時是始皇大壽，在咸陽宮舉行了盛大的壽宴。朝廷博士官七十人御前敬酒、為始皇賀壽，有博士官周青臣上言讚頌始皇的文治武功，始皇大喜。而同為博士官的淳于越則認為周青臣阿諛奉承，並當面上奏對於始皇「不封子弟功臣，自為狹輔」的疑慮，以「發生動亂時沒有輔弼的力量」為由，主張恢復分封制，始皇則未表明正式的決定。。
此議由李斯首先反對，李以為時代變化，制度應該隨之變化，不應該以古非今，批評淳于越食古不化。幾日後乃獻策於始皇：秦國以外的史書、《詩經》、《尚書》等學問典籍（前述書籍只有朝廷與博士官可留存）一律焚毀，民間亦不得留存並限期繳交，只有農務、醫藥、卜筮書籍民間可合法保留，期限後仍不繳者，黔為城旦（判處築城勞役之刑）。禁止民間私論詩書，違者死罪論處，犯禁者家族、與知情不報的官吏與之同罪。始皇准李斯所奏，從而構成了後世對秦有「箝制思想」的評價。
史記《儒林列傳》記載道：「及至秦之季世，焚詩書、坑術士」。多數學者認為此令影響了當代的學界、也大幅限縮了傳統六藝的發展。

### 累犯的判罰原則
針對累犯，秦律有兩種處理方法。如果前罪輕於後罪，按後罪判罰，即重罪吸收輕罪，也就是吸收原則。如果後罪輕於前罪，不能吸收，但為表懲戒，在前罪基礎上加重處罰，也就是限制加重原則。